# Spina bifida
Spina bifida je stanje, pri katerem se otrokova vretenca ne izoblikujejo 
popolno, zadajšnji del hrbtenice je nezaraščen, in zato so (pri težjih oblikah) izpostavljeni hrbtni mozeg in ovojnice (meninge). To je hiba, ki nastane zaradi kombinacije genetskih in zunanjih dejavnikov. Obstajata dve vrsti te okvare: spina bifida occulta in spina bifida cystica.

## Spina bifida occulta
Ta vrsta spine bifide ni vidna. Otroci, ki imajo spino bifido okulto, imajo majhne napake na vretencih, predvsem v spodnjem delu hrbta. Ta vrsta napake le redko povzroča težave. Nekateri otroci imajo šop las, pigmentirano mesto ali maščobno kepo v koži, ki pokriva prizadet predel. Z majhno operacijo običajno odpravijo taka vidna znamenja in koža je videti normalna. V zelo redkih primerih ima spodaj ležeči hrbtni mozeg nenormalno zgradbo, kar lahko povzroča težave pri otrokovi hoji ali pri funkcioniranju sečnega mehurja.

## Spina bifida cystica
Pri tej vrsti je obseg defekta vretenc večji, prizadet pa je tudi hrbtni mozeg. Približno eden od 200 otrok se rodi s takšno hibo. Kadar ženska rodi takega otroka, je verjetnost, da bo imel tudi drugi otrok to napako 1:20.
Kadar izstopajo skozi okvaro samo ovojnice, tvorijo s tekočino napolnjeno vrečo, ki se imenuje meningokela. V takem primeru je okvara običajno pokrita s kožo, hrbtni mozeg je na svojem mestu in živci v njem normalno delujejo.
Kadar izstopa navzven sam hrbtni mozeg, imenujejo to mielomeningokela. Včasih je izbočen hrbtni mozeg pokrit s kombinacijo kože in ovojnic in zato je nekoliko zavarovan. 
V najtežji obliki pa koža delno manjka in hrbtni mozeg z živčnim tkivom je povsem izpostavljen. V takem primeru predel prepušča možgansko-hrbtenjačno tekočino (likvor) in zlahkla pride do okužbe ter posledično do meningitisa.
Ne glede na to, ali je nenormalna zgradba hrbtnega mozga pokrita ali izpostavljena, pa se pojavljajo težave pri kontroli delovanja spodnjih udov, mehurja in črevesja.

## Bolezenski znaki
Otrok s cistično spino bifido ima lahko ohromele noge brez občutka ali refleksov. Lahko ima ali kasneje pridobi deformacije spodnjih okončin, kot sta izpah kolka ali kepasta noga. Mehur se ne krči pravilno, zato se nagiblje k puščanju seča in pritisk seča nazaj v raztegjen mehur lahko okvari ledvice in povzroči okužbo sečil in ledvic. Spodnji del črevesja se ne krči pravilno in to povzroča kronično zaprtje ali nenadzirano iztrebljanje.

## Zdravljenje
Pri cistični spini bifidi z meningokelo lahko operativno popravijo okvaro v hrbtu in preprečijo nevarnost, da bi se s tekočino napolnjena vreča raztrgala. Starši lahko nato z otrokom ravnajo normalno.
Pri otrocih, ki so se rodili z mielomeningokelo, je potreben takojšen prenos v enoto za intenzivno nego. Pediatri in kirurgi skrbno pregledajo otroka in za tiste, ki imajo dobre možnosti za uspeh, priporočijo operacijo.
Izkušnje po letu 1960 kažejo, da otroci s težko ohromelostjo obeh nog, hudo deformiranim in ukrivljenim hrbtom in drugimi prirojenimi napakami (srčna hiba, porodna asfiksija ...), ne uspevajo ne po eni ne po več operacijah. Take otroke lahko negujejo v bolnišnici in jim lajšajo bolečine. Zaradi težke prizadetosti večina umre v prvih 3 mesecih po rojstvu.
Glavni cilj operacije je popraviti kožo, ovojnice in hrbtenico, kolikor je možno. Operacija ne izboljša delovanja živcev. Ohromelost ostane. Zdravniki nato pazijo na znake meningitisa, ki ga takoj zdravijo z antibiotiki.
Do 70 % otrok s spino bifido, ki ostanejo živi do šolske starosti, je normalno inteligentnih in lahko obiskujejo normalne šole.